# Mewsette en París
Mewsette en París (título original en inglés: Gay Purr-ee) es una película musical animada estadounidense de 1962 producida por United Productions of America y estrenada por Warner Bros. cuenta con la voz de Judy Garland como Mewsette, una felina que vive en la campiña francesa y quiere ir a París en su única animación. papel en el cine, así como Robert Goulet en su primer largometraje como su interés amoroso Jaune Tom. La película recibió críticas positivas, pero fue un fracaso de taquilla. También es la primera película animada estrenada en cines por Warner Bros, y la segunda y última película animada de UPA.

## Argumento
La historia está ambientada en la Francia de 1895 y tiene lugar predominantemente en París. Sin embargo, comienza en una granja en la Provenza rural. La adorable gata Mewsette y el hábil pero tímido ratonero Jaune Tom están enamorados, hasta que el primero se siente frustrado con sus modales plebeyos (y los de la granja), hasta el punto de llamarlo "torpe de campo". Inspirada en las historias de Jeanette humana sobre el glamour y la sofisticación en París, Mewsette huye tomando un tren a la gran ciudad, donde se encuentra con el hábil estafador Meowrice. Aprovechando la ingenuidad de la gatita del campo, la deja al cuidado de la sensual Madame Henrietta Reubens-Chatte, quien promete convertir a Mewsette en una delicada debutante conocida como "La bella de todo París". Sin que Mewsette lo sepa, Meowrice la está preparando para ser la novia por correo de un gato estadounidense rico en Pittsburgh conocido como "Mr. Henry Phtt". Mientras tanto, Jaune Tom y su compañero Robespierre llegan a París en busca de Mewsette.
El entrenamiento no va bien. Justo cuando Mewsette está a punto de darse por vencida y regresar a la granja, Meowrice la lleva a ver el lado felino de París, la Torre Eiffel, los Campos Elíseos y el Mewlon Rouge y luego dar un paseo en buggy de regreso a casa. Revitalizado, vuelve a sus estudios. Jaune Tom y Robespierre llegan justo en ese momento, pero son asaltados por uno de los sombríos secuaces felinos de Meowrice y apenas escapan de ahogarse en las famosas alcantarillas laberínticas de París. Por coincidencia, Jaune Tom muestra sus increíbles habilidades para cazar ratones frente a Meowrice (conocido como "Virtue-Mousety"), quien ve una oportunidad de hacer dinero, los emborracha y los vende como cazadores de ratones a un barco con destino a Alaska. En el barco, Robespierre consuela a un deprimido Jaune Tom, diciéndole que cualquier problema, independientemente de su tamaño, se puede dividir en partes manejables, al señalar que incluso el poderoso océano está formado por pequeñas gotas de agua. Jaune Tom tiene una visión de Mewsette cantando sobre cómo ningún problema es invencible y la importancia de nunca darse por vencido.
Mewsette termina su formación y ahora es lo suficientemente hermosa como para impresionar incluso a Meowrice, quien encarga una serie de pinturas de ella a artistas tan famosos como Claude Monet, Henri de Toulouse-Lautrec, Georges Seurat, Henri Rousseau, Amedeo Modigliani, Vincent van Gogh, Edgar Degas, Auguste Renoir, Paul Cézanne, Paul Gauguin y Pablo Picasso (una oportunidad para que los animadores se entreguen a algunas parodias artísticas), para que se los envíe al Sr. Phtt. Meowrice silenciosamente escribe un cheque para pagarle a su "hermana", Madame Reubens-Chatte (usando tinta que desaparece, por lo que el cheque no tiene valor), y lleva a Mewsette a su escondite en Notre Dame. Allí, revela su plan para enviarla a Estados Unidos e intenta obligarla a entrar en una caja de equipaje, pero después de ver un retrato del Sr. Phtt que lo representa gordo y viejo, logra escapar de Meowrice y sus compinches. En la escena de persecución resultante, ella los lleva a un bulldog, que hiere a Meowrice lo suficiente como para dejarlo fuera de combate durante seis semanas. Mientras tanto, sus aduladores (que no son tan inteligentes como él) peinan la ciudad sin éxito, en busca de Mewsette.
Mientras tanto, no mucho después de llegar a Alaska (un desierto aullador de nieve), Jaune Tom y Robespierre encuentran oro gracias a las habilidades de caza del ratón del primero. Ahora ricos, los dos gatos regresan rápidamente a París.
Mewsette, desilusionada y sin hogar, deambula por las calles de París y se detiene en lo alto de un puente sobre el río, considerando terminar con su miseria, pero es capturada por Meowrice y sus compinches. La llevan a la estación de tren Gare du Nord, de camino a un barco a América, y toda esperanza parece perdida cuando llegan Jaune Tom y Robespierre. Han sido ayudados por Madame Reubens-Chatte, quien está indignada porque su propio "hermano" la traicionó y rompe el cheque sin valor. En una escena de lucha humorísticamente exagerada dentro del vagón de un tren en movimiento, los tres héroes derrotan a Meowrice y lo meten en la caja destinada a Mewsette en lugar de echarlo del tren, sin duda será una sorpresa desagradable para el Sr. La película concluye con Mewsette, Jaune Tom y Robespierre disfrutando de la buena vida en París que Mewsette buscaba cuando se fue de casa.

## Reparto de voces
- Judy Garland como Mewsette,[1] una bella angora turca blanca y la novia de Jaune Tom.
- Robert Goulet como Jaune Tom,[1] un hermoso gato atigrado naranja y un experto cazador de ratones.
- Red Buttons como Robespierre,[1] un gato joven blanco y negro y amigo de Jaune Tom.
- Paul Frees como Meowrice,[1] un gato delgado en blanco y negro. Frees también interpreta la voz del gato de la estación de ferrocarril.
- Hermione Gingold como Mme. Rubens-Chatte,[1] la "hermana" de Meowrice y un gato persa.
- Morey Amsterdam como Narrador y hombre a bordo.[1]
- Mel Blanc como Bulldog y voces adicionales.[1]
- The Mellomen como socios comerciales de Meowrice (voces de canto).[1]
- Julie Bennett y Joan Gardner como dos damas de Provenza.[1]
- Thurl Ravenscroft como Singing Hench Cat (sin acreditar).[1]

## Producción
Mewsette en París fue el segundo y último largometraje, después de Las 1001 Noches con Mr. Magoo, producido por UPA (United Productions of America), un estudio que revolucionó la animación durante la década de 1950 al incorporar diseño y animación limitada.
El guion de Mewsette en París fue escrito por Dorothy Webster Jones y su esposo, el director veterano de Warner Bros. Cartoons, Inc., Chuck Jones. Uno de los antiguos animadores de su unidad de Warner Bros., Abe Levitow, dirigió la película. Según las notas de producción de la edición en DVD, fue Garland quien sugirió que sus compositores de El mago de Oz, Harold Arlen y E.Y. Harburg, debería escribir y componer las canciones para Gay Purr-ee.
Existe una entrada de derechos de autor para una canción titulada "Free at Last" hecha para la película, aunque no está incluida en la producción final.
Cuando Warner Bros. recogió la película para distribuirla, descubrieron que Chuck Jones había trabajado en ella. Después de un largo debate con la gerencia sobre los detalles del acuerdo de exclusividad de Jones, Warner despidió a Jones en julio de 1962 y despidió a su personal después de que terminaron su próxima caricatura. Más tarde, después del cierre de Warner Bros. Cartoons, Jones contrató su antigua unidad para su primer estudio independiente, Sib Tower 12 Productions.

## Recepción y legado
Mewsette en París se estrenó en cines el 17 de diciembre de 1962. Recibió críticas positivas de los críticos de cine que elogiaron la actuación de Garland. En el sitio web del agregador de reseñas Rotten Tomatoes, el 80% de las reseñas de cinco críticos son positivas.
Una reseña de Newsweek consideró que el tema de la película era demasiado sofisticado para una película animada, y señaló secamente que su público objetivo parecía ser "el fey de cuatro años de gusto rebuscado".
Una reseña de Jerry Beck en su libro de 2005 The Animated Movie Guide llama a Mewsette en París "un buen esfuerzo" e "injustamente subestimado". Encontró que el estilo visual característico de UPA todavía estaba presente. Beck dibuja una similitud entre el estilo de animación facial posterior de Chuck Jones y los ojos de los personajes en Mewsette en París. A pesar de su "fuerte sentido del diseño" y el elenco de voces, está de acuerdo en que la calidad de la animación es a veces "al nivel de la televisión o peor".
Múltiples análisis han notado su estilo modernista, llamado "notablemente diseñado" en una de esas reseñas.
Un análisis afirma que la estética modernista tiene implicaciones en la trama: aunque tanto los paisajes urbanos como los pastorales se "destacan" por igual, la trama elogia el triunfo de la "naturaleza pastoral sobre la tecnología urbana corrupta".

### Medios domésticos
Mewsette en París lanzado en VHS y Laserdisc en 1991 por Warner Home Video (bajo el sello Warner Bros. Family Entertainment). La película se reeditó en VHS en 1992 y 1994, luego se lanzó en DVD por primera vez en 2003 y luego también se relanzó en DVD en 2014 como un título fabricado bajo demanda (MOD) de la colección Warner Archive. Se ha lanzado en HD en los servicios de transmisión.

## Banda sonora
El 4 de noviembre de 2003, Rhino Handmade, una división de Warner Music Group, lanzó la banda sonora en CD. Esta era idéntica a la versión LP de 1962 pero contenía 5 pistas de demostración adicionales. Las pistas de demostración son interpretadas por Harold Arlen y Yip Harburg, los compositores de las canciones de la película. También fueron los principales compositores de la música de El mago de Oz, la función de Garland de 1939. Garland declaró que la canción "Little Drops of Rain" era una de sus canciones favoritas. La lista de canciones del CD es la siguiente:
1. Overture – Judy Garland and Chorus (3:59)
2. Mewsette – Robert Goulet (3:09)
3. Take My Hand, Paree – Judy Garland (2:58)
4. Roses Red, Violets Blue – Judy Garland (2:02)
5. The Money Cat – Paul Frees and the Mellomen (2:17)
6. The Horse Won't Talk – Paul Frees (1:45)
7. Bubbles – Robert Goulet, Red Buttons, and the Mellomen (2:48)
8. Little Drops of Rain – Judy Garland (3:29)
9. Little Drops of Rain – Robert Goulet (1:30)
10. Portrait of Mewsette – Orchestra (3:30)
11. Paris is a Lonely Town – Judy Garland (4:15)
12. Mewsette Finale – Judy Garland, Robert Goulet, and Chorus (2:38)
13. Paris is a Lonely Town (variation) – Orchestra (1:58)
14. Roses Red, Violets Blue (demo) – Harold Arlen and E. Y. "Yip" Harburg (1:43)
15. The Money Cat (demo) – Harold Arlen and E. Y. "Yip" Harburg (2:10)
16. The Horse Won't Talk (demo) – Harold Arlen (3:46)
17. Little Drops of Rain (demo) – Harold Arlen (2:39)
18. Paris is a Lonely Town (demo) – Harold Arlen (2:46)

## Enlaces externos
- Mewsette en París en Internet Movie Database (en inglés).
- Mewsette en París en TCM Movie Database (en inglés).
- Mewsette en París en AllMovie (en inglés).

- Datos: Q1962098
- Multimedia: Gay Purr-ee / Q1962098